# Bodenhausen (Rosbach)
Koordinaten: 50° 18′ 14″ N, 8° 44′ 19″ O
Bodenhausen ist eine Dorfwüstung in der Gemarkung von Nieder-Rosbach, einem Stadtteil von Rosbach vor der Höhe im Wetteraukreis in Hessen.
Sie liegt auf 145 m Höhe in der Feldmark etwa 1,8 m östlich von Nieder-Rosbach und 1 km nordwestlich von Ober-Wöllstadt (Ortsteil der Gemeinde Wöllstadt), rund 200 m nördlich des Rosbachs in unmittelbarer Nähe eines dort dem Rosbach von Norden zufließenden kleinen Bachs und eines im Spätsommer häufig trocken fallenden Teichs. Die Bundesstraße 3 verläuft etwa 700 m östlich, die Kreisstraße K 11 etwa 800 m südlich der Wüstung.
Der Flurname „Bodenhäuser Feld“ erinnert an das verschwundene Dorf, zu dessen Geschichte praktisch nichts bekannt ist.